# Ostatni granat ręczny
Ostatni granat ręczny (niem. Die letzte Handgranate) – obraz olejny namalowany w 1936 przez niemieckiego malarza Elka Ebera, znajdujący się w zbiorach Niemieckiego Muzeum Historycznego w Berlinie.

## Opis
Na obrazie widzimy żołnierza Armii Cesarstwa Niemieckiego w okopie podczas I wojny światowej, w hełmie Stahlhelm na głowie i z ręcznym granatem trzonkowym Stielhandgranate w prawej dłoni; karabin Gew98 produkcji Mausera widoczny jest tylko częściowo. Wzrok i wyraz twarzy Niemca pełne skupienia i zdenerwowania, podkreślone są dodatkowo przez „wyżyłowaną” lewą dłoń, którą żołnierz wyciąga z gniazda rękojeści porcelanową kulkę na sznurku (uruchamiającym zapalnik granatu), przed rzuceniem go w stronę nieprzyjaciela.
Tytuł obrazu Ostatni granat ręczny i sposób przedstawienia postaci sugerują, że ów granat ręczny jest dla żołnierza w okopie „ostatnią deską ratunku” przed niechybną śmiercią.